# Olechówka

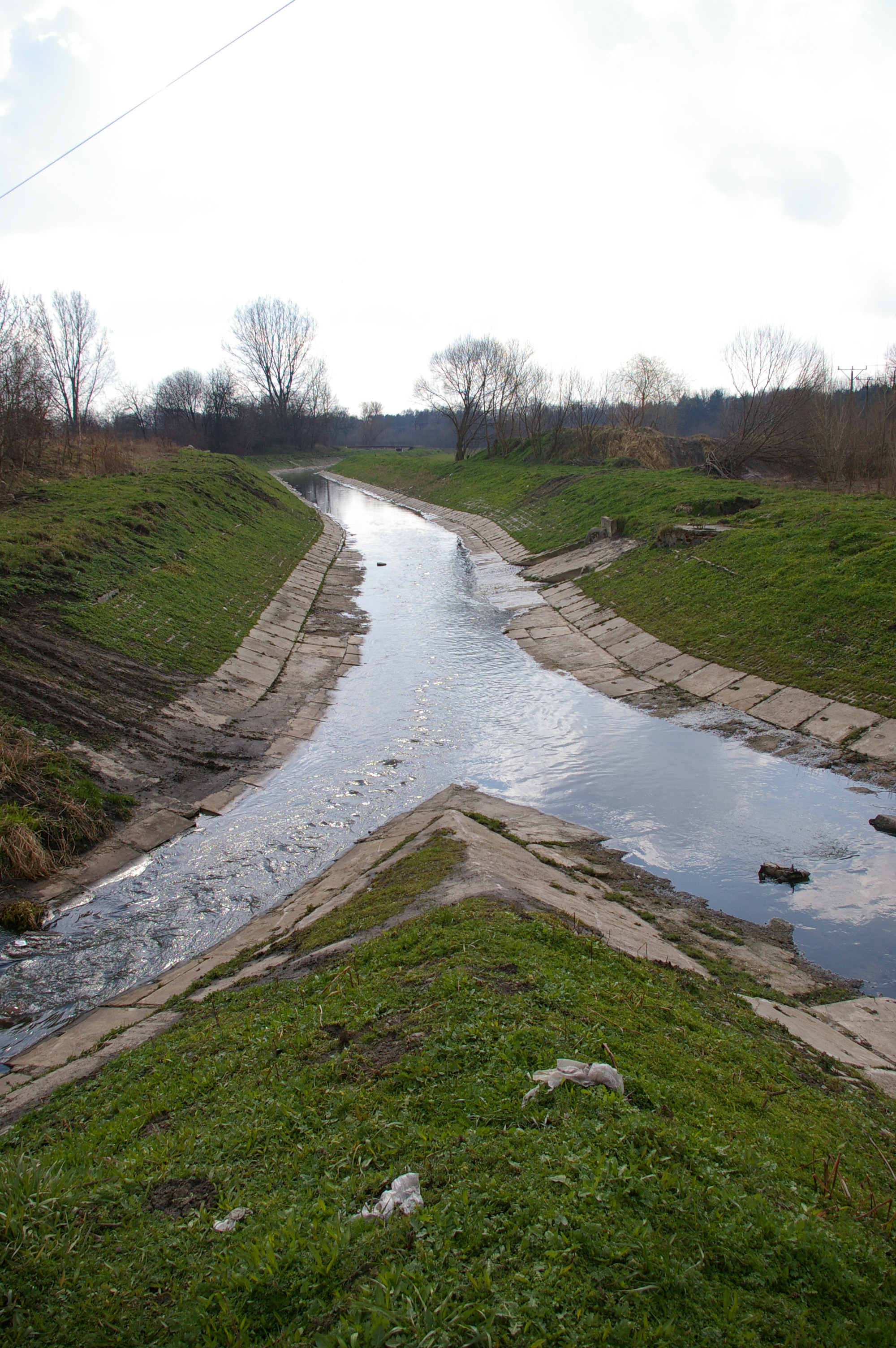
ujście Olechówki do Jasienia

Olechówka – rzeka o długości 12,5 km, płynąca przez teren miasta Łodzi. Lewy dopływ Jasienia.
Obszar źródłowy Olechówki znajdował się pierwotnie w lasach wiślickich na południu od Olechowa, stąd nazwa. Współcześnie rzeka rozpoczyna się wylotem kolektora deszczowego zbierającego ścieki opadowe z obszaru osiedla Olechów-Południe (pomiędzy ulicami Hetmańską, Zakładową i Łokietkówny). Rzeka biegnie przepływając przez Stare Chojny, ulicę Rzgowską obok Centrum Zdrowia Matki Polki, ulicę Pabianicką do rzeki Jasień, tworząc po drodze liczne stawy na Kowalszczyźnie, Olechowie, w Parku na Młynku oraz Stawy Jana.
Poniżej ulicy Transmisyjnej do Olechówki dopływa z prawej strony Augustówka (rów).
W 1997 Olechówka wylała, zalewając pobliskie uliczki, wdarła się do domów i garaży, zalała również ogrody i podwórka, zerwała drewniany most w pobliżu Stawów Jana.
Od 2010 roku na osiedlu Olechów istnieje park Źródła Olechówki.